# Mahacikala
Mahacikala (ru. Махачкала) este capitala republicii autonome Daghestan, Federația Rusă. Are o populație de 462.412 locuitori.

## Personalități născute aici
- Iuri Rabaev (1927 - 1993), arhitect rusrus.